# Sciopsyche cinerea
Sciopsyche cinerea är en fjärilsart som beskrevs av Butler 1876. Sciopsyche cinerea ingår i släktet Sciopsyche och familjen björnspinnare. Inga underarter finns listade i Catalogue of Life.